# 南村镇 (平度市)
南村镇是中国山东省青岛市平度市下辖的一个镇，是青岛市规划的人口规模5~10万的23个重点镇之一。
南村镇作为平度市次中心,在住建部公布的第二批全国特色小镇。南村镇的白色家电产业上下游企业已聚集50余家，形成了聚集效应明显的白色家电产业特色。南村镇以海信(山东)家电产业园为依托，建设家电配套产业园和白色家电仓储物流园，已经成为全国知名的白色家电特色镇。

## 行政区划
南村镇下辖三城社区、康庄社区、长生社区、东南街村、东北街村、西南街村、西北街村、后斜子村、大西头东村、大西头中村、大西头西村、前北村、后北村、柏家寨村、辛庄村、堐头村、李家庄村、徐家庄村、荆家埠后村、杜戈庄村、西王府庄村、东王府庄村、宗家埠村、杨家庄村、姜家寨村、苏子埠村、洪兰北村、洪兰中村、洪兰西村、洪兰东村、北顶子村、姜家埠村、桃园村、沙梁东村、沙梁中村、沙梁西村、沙梁南村、九甲村、庄干村、亭兰丘东南街村、亭兰丘东北街村、亭兰丘西北街村、亭兰丘西南街村、南吴家屯村、黄丘村、东朱家庄村、小亭兰丘村、大高家庄村、小高家庄村、大庞家庄村、小庞家庄村、河上庄村、江家庄村、范家屯村、小洪兰村、郭庄村、石家东庄村、姜家东庄村、东马家庄村、前河头村、后河头村、鲁家丘村、后杨家村、钟楼埠村、云盘顶村、杨黄庄村、瓦子丘村、西于家村、西梁家村、马家辛庄村、宋家庄村、袁家庄村、东鞠家村、后尹家村、前吕家村、西万家村、东万家村、万家辛庄村、隋家柳林村、郭家埠后村、庙西村、庙东村、大刘家村、王家柳林村、丁家柳林村、南朱家庄村、新王家村、万家村、许家庄村、周诰屯村、凤凰屯村、河北村、河南村、前庄村、张家下泊村、逄家下泊村、申戈庄村、姚丘村、张家营村、万家营村、杨家西埠村、刘家西埠村、马家西埠村、中华埠村、石家南埠村、李家南埠村、杨家南埠村、邵家南埠村、王家官庄村、吴家口村、西庵村、朱家花园村、马家花园村、前双丘村、后双丘村、程家寨子村、万家庄村、大李戈庄村、尹和庄村、大阵村、小阵村、东磨山村、西磨山村、苏韩庄村、杨家庙村、上王戈庄村、蔡家辛庄村、柴家洼村、綦戈庄村、恒顺营村、北李家营村、东辛庄村、西辛庄村、庞戈庄村、榜戈庄村、薛家营村、吕家营村、孙家营村、扭据头村、前丘村、大河岔村、七甲庄村、前三甲村、后三甲村、白河庙村、桑园村、前张家庄村、前王家庄村。
南村镇现辖：
三城社区、东南街村、东北街村、西南街村、西北街村、后斜子村、大西头东村、大西头中村、大西头西村、前北村、后北村、柏家寨村、辛庄村、堐头村、李家庄村、徐家庄村、荆家埠后村、杜戈庄村、西王府庄村、东王府庄村、宗家埠村、杨家庄村、姜家寨村、苏子埠村、洪兰北村、洪兰中村、洪兰西村、洪兰东村、北顶子村、姜家埠村、桃园村、沙梁东村、沙梁中村、沙梁西村、沙梁南村、九甲村、庄干村、亭兰丘东南街村、亭兰丘东北街村、亭兰丘西北街村、亭兰丘西南街村、南吴家屯村、黄丘村、东朱家庄村、小亭兰丘村、大高家庄村、小高家庄村、大庞家庄村、小庞家庄村、河上庄村、江家庄村、范家屯村和小洪兰村。